# لينغ لي (كاتبة)
لينغ لي (بالصينية: 凌力) (13 فبراير 1942، يانان في الصين - 18 يوليو 2018، بكين في الصين)؛ مؤرخة، كاتِبة وروائية صينية.